# Vontobel-Stiftung
Die Vontobel Stiftung ist eine Förderstiftung. Sie fördert Projekte gemeinnütziger Schweizer Institutionen in den Bereichen Soziales, Kultur und Gesellschaft sowie Natur und Wissenschaft. Unterstützung erhalten auch finanziell benachteiligte Einzelpersonen, Familien und Studierende. Zudem veröffentlicht die Stiftung eine Schriftenreihe. Diese greift aktuelle und grundlegende Themen auf und leistet Beiträge zu politischen, sozialen, wirtschaftlichen und kulturellen Diskussionen. Gegründet hat die Stiftung der Schweizer Privatbankier Dr. Hans Vontobel (1916–2016). Er brachte ein Vontobel Aktienpaket ein, das zusammen mit anderen Zuwendungen den Kern des Stiftungsvermögens bildet. Die Stiftung steht unter Aufsicht des Amtes für Berufliche Vorsorge und Stiftungen des Kantons Zürich.

## Preise
Die Vontobel Stiftung finanziert den vom Zentrum für Gerontologie der Universität Zürich jährlich verliehenen „Vontobel-Preis für Alter(n)sforschung“. Verliehen wird der Preis an Personen oder Organisationen aus allen Wissenschaftsgebieten mit einem Bezug zum Alter(n), die sich in der Schweiz mit Forschungen zur Gerontologie befassen. Der Preis ist mit 30'000 Franken dotiert und wird in der Regel auf drei Preisträger aufgeteilt. 

## Publikationen
Die Vontobel Stiftung publiziert eine Schriftenreihe. Diese greift aktuelle und grundlegende Themen auf und leistet Beiträge zu politischen, sozialen, wirtschaftlichen und kulturellen Diskussionen. Die Publikation erscheint viermal pro Jahr mit einem Umfang von rund 100 Seiten in gedruckter und digitaler Form. Jede Ausgabe wird von einem einzelnen Fachautor verfasst und begleitend illustriert.